# Henrik Ramsay
Carl Henrik Wolter Ramsay, född 31 mars 1886 i Helsingfors, död 25 juli 1951 i Visby, var en finländsk politiker och ledande person inom näringslivet.

## Biografi
Ramsay var son till August Ramsay, och VD för Effoa 1920–1946 och förvaltningsrådets ordförande 1934–1946 och 1948–1951. Ramsay var minister i folkförsörjningsministeriet 1941–1942 och 1943–1944, minister i utrikesministeriet 1941–1943, folkförsörjningsminister 1942–1943 samt utrikesminister 1943–1944. I krigsansvarighetsprocessen dömdes han till 2½ års fängelse, där han satt 1946–1947.
Kommendör av Kungl. Svenska Vasaorden 1:a klass 1936 (kommendör 1926).
Ramsay har publicerat böcker om kemi och sjöfart.